# كرسول صخري
كرسول صخري (الاسم العلمي:Crassula rupestris) هو نوع نباتي يتبع جنس الكرسول من فصيلة الكرسولية.